# Erdek (district)
Erdek is een Turks district in de provincie Balıkesir en telt 33.187 inwoners (2007). Het district heeft een oppervlakte van 332,5 km².
De bevolkingsontwikkeling van het district is weergegeven in onderstaande tabel.
| 1997   | 2000   | 2007   |
| ------ | ------ | ------ |
| 29.501 | 32.020 | 33.187 |